# 真田信方
真田 信方（さなだ のぶかた、? - 元禄11年3月4日（1698年4月14日））は江戸時代の旗本。真田信就の長男。子に信清がいる。通称は勘解由、左源太、主膳。
延宝5年（1677年）6月19日、将軍徳川家綱に拝謁する。元禄7年（1694年）7月10日に家督を相続し、寄合に列する。元禄10年（1697年）7月21日、廩米2000俵を伊豆国那賀郡・上野国新田郡2000石に改められた。